# ヴェダト・オクヤル
ヴェダト・オクヤル(Vedat Okyar、1945年ごろ - 2009年7月20日）は、トルコのサッカー選手。引退後はスポーツジャーナリストを務めた。
1945年ごろ、ブルサ県のブルサにて生まれた。ユジェスポルとアリベイキョイスポルのクラブチームでユース時代を過ごし、1963年よりはブルサスポルでプレーした。1975年から1976年にはベシクタシュJKのキャプテンも務めた。またトルコ代表にも選ばれており、33のキャップ数を記録した。
2009年7月20日、イスタンブールにて癌で亡くなった。64歳だった。